# مه‌لقا جام‌بزرگ
مه‌لقا جام‌بزرگ (متولد ۲۴ مرداد ۱۳۷۰ در همدان) تیرانداز زن ایرانی می‌باشد که در بازی‌های آسیایی گوانگ‌ژو در تفنگ بادی تیمی ۱۰ متر مدال نقره و در ماده ۵۰ متر سه وضعیت مدال برنز گرفت.

## کسب سهمیه المپیک
سهمیه المپیک ۲۰۱۲ لندن:
مه‌لقا جام بزرگ اولین ورزشکار زن ایرانی است که سهمیه المپیک لندن را گرفت. او همچنین نخستین زن ایرانی است که در ماده تفنگ بادی از فاصله ۱۰ متر، ایران را صاحب سهمیه کرد. او در مسابقات قهرمانی جهان به میزبانی مونیخ در سال ۲۰۱۰، برای اولین بار موفق به حضور در مرحله فینال شد و با قرار گرفتن در رده پنجم جهان، توانست ایران را صاحب سهمیه المپیک کند. در بازی‌ها با کسب ۳۹۱ امتیاز چهل و سوم و از دور رقابت‌ها حذف شد.
سهمیه المپیک ۲۰۱۶ ریو:
وی با کسب مدال نقره بخش سه وضعیت قهرمانی آسیا در سال ۲۰۱۶ در دهلی جواز حضور در المپیک ۲۰۱۶ ریو را هم به دست آورد.

## المپیک
|        | میزبان                | ورزشکار         | رویداد               | مقدماتی | مقدماتی | فینال     | فینال     |
| امتیاز | میزبان                | ورزشکار         | رویداد               | رتبه    | امتیاز  | رتبه      |           |
| ------ | --------------------- | --------------- | -------------------- | ------- | ------- | --------- | --------- |
| ۲۰۱۲   | لندن ، انگلستان       | مه لقا جام بزرگ | تفنگ بادی ۱۰ متر     | ۳۹۱     | ۴۳      | راه نیافت | راه نیافت |
| ۲۰۱۲   | لندن ، انگلستان       | مه لقا جام بزرگ | تفنگ سه وضعیت ۵۰ متر | ۵۸۱     | ۱۴      | راه نیافت | راه نیافت |
| ۲۰۱۶   | ریو دو ژانیرو ، برزیل | مه لقا جام بزرگ | تفنگ سه وضعیت ۵۰ متر |         | ۲۷      | راه نیافت | راه نیافت |

## بازی های آسیایی
|        | میزبان            | ورزشکار       | رویداد                    | مقدماتی                   | مقدماتی                   | فینال                     | فینال |
| امتیاز | میزبان            | ورزشکار       | رویداد                    | رتبه                      | امتیاز                    | رتبه                      |       |
| ------ | ----------------- | ------------- | ------------------------- | ------------------------- | ------------------------- | ------------------------- | ----- |
|        |                   |               |                           |                           |                           |                           |       |
|        |                   |               |                           |                           |                           |                           |       |
| ۲۰۱۰   | گوانگ‌ژو ، چین     | مه‌لقا جام‌بزرگ | تفنگ بادی ۱۰ متر تیمی     | ۱۱۹۲                      | ۱۱۹۲                      | ۱۱۹۲                      | نقره  |
| ۲۰۱۰   | گوانگ‌ژو ، چین     | مه‌لقا جام‌بزرگ | تفنگ درازکش ۵۰ متر تیمی   |                           |                           |                           |       |
| ۲۰۱۰   | گوانگ‌ژو ، چین     | مه‌لقا جام‌بزرگ | تفنگ سه وضعیت ۵۰ متر تیمی | تفنگ سه وضعیت ۵۰ متر تیمی | تفنگ سه وضعیت ۵۰ متر تیمی | تفنگ سه وضعیت ۵۰ متر تیمی | ۳     |
| ۲۰۱۴   | اینچئون،کره جنوبی | مه‌لقا جام‌بزرگ | تفنگ بادی ۱۰ متر          | ۵۷۶                       | ۱۰                        | ۲۰۷/۹                     | طلا   |
| ۲۰۱۴   | اینچئون،کره جنوبی | مه‌لقا جام‌بزرگ | تفنگ بادی ۱۰متر تیمی      | ۱۲۴۵/۹                    | ۱۲۴۵/۹                    | ۱۲۴۵/۹                    | نقره  |
| ۲۰۱۴   | اینچئون،کره جنوبی | مه‌لقا جام‌بزرگ | تفنگ سه وضعیت ۵۰ متر      | ۸۲۴/۴                     | ۷                         |                           | ۳     |
| ۲۰۱۸   | جاکارتا ، اندونزی | مه‌لقا جام‌بزرگ | تفنگ سه وضعیت ۵۰ متر      | ۸۲۴/۴                     | ۷                         |                           | ۳     |